# Díocles de Fliünt
|  | Cal no confondre'l amb Díocles de Fliünt, el filòsof pitagòric. |

Díocles (en grec antic: Διοκλῆς) fou un poeta de la Vella comèdia nascut a Fliünt, però amb ciutadania atenesa, contemporani de Sannirió i de Filil·li. Era considerat un poeta elegant.
La Suda i Eudòxia Macrembolitissa esmenten algunes obres seves, citades al seu torn per altres gramàtics: Les Bacants (Βάκχαι), La mar (Θάλαττα), Els ciclops (Κύκλωπες, segons altres obra de Càl·lies d'Argos) i Les abelles (Μέλιτται). Altres obres són més dubtoses (Θυέστης i Ὄνειροι).